# Copa del Rey de baloncesto 1984
La Copa del Rey de baloncesto 1984 fue la número 48, organizada por la ACB y su final a cuatro se disputó en el Palacio de Deportes de Zaragoza entre el 30 de noviembre y el 1 de diciembre de 1983.
La edición fue disputada por los cuatro primeros equipos clasificados en la primera vuelta de la temporada 1983–84.

## Equipos clasificados
Grupo Par
|    | Equipo       | G  | P | PF   | PC   |
| -- | ------------ | -- | - | ---- | ---- |
| 1. | Real Madrid  | 12 | 2 | 1377 | 1092 |
| 2. | CAI Zaragoza | 10 | 4 | 1241 | 1203 |

Grupo Impar
|    | Equipo                | G  | P | PF   | PC   |
| -- | --------------------- | -- | - | ---- | ---- |
| 1. | Joventut Massana      | 13 | 1 | 1270 | 1094 |
| 2. | Fútbol Club Barcelona | 12 | 2 | 1423 | 1176 |

## Cuadro
|  | Semifinales           | Semifinales           |    |                | Final            | Final          |  |
|  | 30 de noviembre       | 30 de noviembre       |    |                | 1 de diciembre   | 1 de diciembre |  |
|  |                       |                       |    |                |                  |                |  |
|  | 30 de noviembre       |                       |    |                |                  |                |  |
|  | CAI Zaragoza          | 87                    |    |                |                  |                |  |
|  | Joventut Massana      | 77                    |    |                |                  |                |  |
|  |                       |                       |    |                |                  |                |  |
|  |                       |                       |    |                | 1 de diciembre   |                |  |
|  |                       |                       |    |                | CAI Zaragoza     | 81             |  |
|  |                       | Fútbol Club Barcelona | 78 |                |                  |                |  |
|  |                       |                       |    |                |                  |                |  |
|  |                       |                       |    |                |                  |                |  |
|  |                       |                       |    |                | Tercer lugar     |                |  |
|  | 30 de noviembre       | 30 de noviembre       |    | 1 de diciembre | 1 de diciembre   |                |  |
|  | Fútbol Club Barcelona | 102                   |    | Real Madrid    | 88               |                |  |
|  | Real Madrid           | 100                   |    |                | Joventut Massana | 84             |  |

## Final
| 1 de diciembre de 1983, 19:00 | CAI Zaragoza                                    | 81–78                              | Fútbol Club Barcelona                           | |  |
| 19:00 GTM+1                   | Marcador por tiempos: 38–47, 43–31              | Marcador por tiempos: 38–47, 43–31 | Marcador por tiempos: 38–47, 43–31              | |  |
|                               | Estadísticas Magee 19 Magee 13 Bosch 8 Magee 26 | Reporte Pts Reb Asts Val           | Estadísticas Epi 23 Davis 11 Solozábal 6 Epi 22 | Pabellón: Palacio de Deportes de Zaragoza Asistencia: 5,000 espectadores Árbitros: José Marcé José Ángel Gárate |  |

| Campeón de la Copa del Rey 1984 |
| ------------------------------- |
| CAI Zaragoza 1.º título         |